# Mas Viader
El Mas Viader és una masia del municipi de Bescanó (Gironès) protegida com a bé cultural d'interès local. A pocs metres hi ha la capella de Santa Margarida (segle XVII), propietat del mas.

## Masia

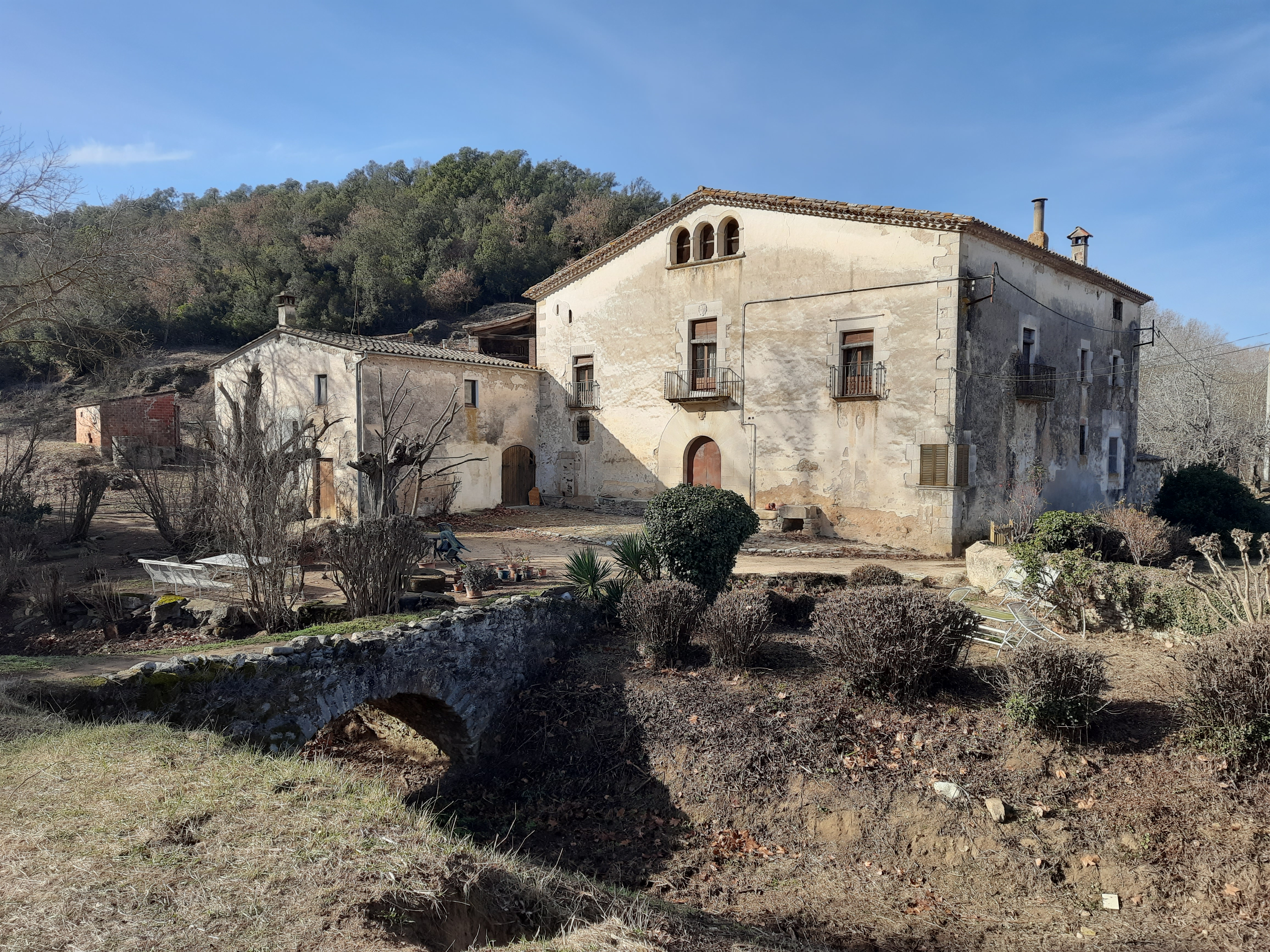

Edifici de tres plantes i teulada a dues vessants. El mur lateral està encastat al nivell del terreny. A l'interior presenta l'estructura tradicional de tres crugies paral·leles amb escala al fons de la sala central, coberta amb dues voltes d'arcs rebaixats. Al pis superior trobem l'estança noble amb habitacions a banda i banda. La façana té portal dovellat amb escut a la clau, dues finestres i balcó central, també amb escut, i tres arcs de pedra de mig punt al graner.

## Capella de Santa Margarida

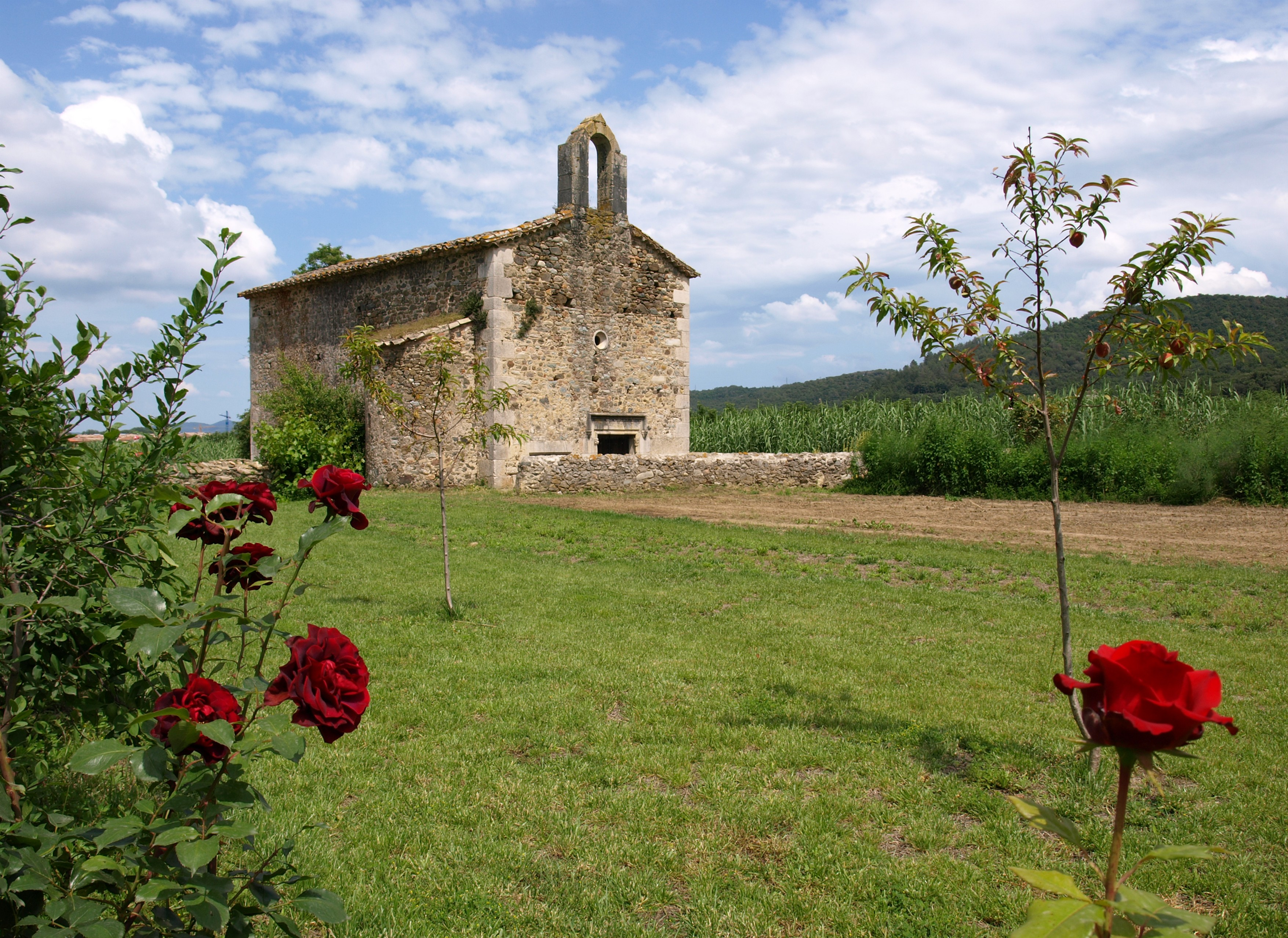
Capella de Sta. Margarita

Edifici de planta rectangular coberta amb volta seguida apuntada i capçalera carrada. Als peus hi ha el cor on s'accedeix per una escala lateral a l'esquerra. El parament interior és emblanquinat. La façana principal té una porta rectangular amb marc motllurat, dos capitells i trencaaigües a la part superior amb mènsules, sota el que hi ha una inscripció sense posar l'any que diu: "Fonch acabada la p(rese)nt obra 23 de abril any". Al capdamunt, un ull de bou i a l'esquerra, una finestra apaïsada. El campanar d'espadanya s'aixeca al davant del carener de la teulada.

## Història
A la llinda de la façana hi ha gravada la inscripció: ANTICH BLAY VIADER ME FESIT 1634. Actualment pertany a la mateixa família que segueix explotant les terres properes. La petita capella fou bastida vers 1630 dins de la propietat del mas Viader. S'hi celebra missa el dia de Santa Margarida i s'utilitza per a cerimònies de la família propietària.